# Nederzetting met stedelijk karakter
Een nederzetting met stedelijk karakter (Russisch: Посёлок городского типа; Posjolok gorodskogo tipa, vaak afgekort tot П.г.т.; p.g.t.; Oekraïens: селище міського типу; in het Engels vertaald als: townlet) is een bepaald type nederzetting dat werd gebouwd binnen het sovjetbeleidsplan voor de stedenbouw en dat in de daaruit volgende staten, zoals Rusland, Wit-Rusland en Georgië, is blijven bestaan als type. 

## Kenmerken
Het is een plaats met stedelijke kenmerken, maar zonder stadsstatus (gorod). Het valt tussen dorpen (selo's, posjolok selskogo tipa's ("plattelandsdorpen"), derevnja's, etc.) en steden in qua omvang. Het is in informele zin te vergelijken met het historische Nederlandse begrip vlek.
P.g.t.'s onderscheiden zich van dorpen doordat de bevolking niet of nauwelijks in de landbouw werkt. Meestal is een dergelijke plaats gebouwd rond een groot industrieel bedrijf (de plaatsvormende onderneming), waar het grootste deel van de bevolking werkt of werkte. Deze plaatsen pasten binnen het industriële beleid van de Sovjet-Unie om de bevolking uit de landbouw in de industrie te krijgen. De infrastructuur van dergelijke plaatsen is daardoor vaak stedelijk van aard.
De bevolking van dergelijke plaatsen kan oplopen tot enkele tienduizenden inwoners, waarna ze soms worden 'bevorderd' tot stad (officieel vanaf 12.000 inwoners kan de stadstatus worden aangevraagd). In het huidige bestuurlijke systeem (inclusief de hervormingen van 2003-2006) is dit type plaats gehandhaafd; zie OKATO. Het aanwijzen van plaatsen voor de status en het afnemen van de status is tegenwoordig de verantwoordelijkheid van de deelgebieden van Rusland.
Op 1 januari 2006 waren er in Rusland 1359 nederzettingen met stedelijk karakter, waarvan de grootste Gorjatsjevodski (kraj Stavropol) was met 35.500 inwoners. De 104 kleinste hiervan hadden toen minder dan 1000 inwoners en 11 hadden zelfs minder dan 100 inwoners.

## Sovjet-Unie
Het systeem werd ontwikkeld tijdens de Sovjet-Unie, toen dergelijke plaatsen arbeidersnederzettingen (рабочими поселками) werden genoemd. Een dergelijke plaats was vaak gericht op slechts 1 industriële activiteit.
Het systeem bestond vooral in de Russische SFSR en de Oekraïense SSR, maar werd ook toegepast in Polen van 1954 tot 1972. Dergelijke plaatsen in Polen werden later allemaal omgezet naar dorpen of steden.

### Soorten stedelijke nederzettingen
De Grote Sovjetencyclopedie maakte onderscheid naar drie typen:
- Arbeidersnederzetting: plaatsen met fabrieken, mijnbouw, elektriciteitscentrales, constructiefabrieken e.d. met minimaal 3000 inwoners
- kuuroord: plaatsen met grote sanatoria of andersoortige gezondheidsvoorzieningen, waarin minimaal 50% van de bevolking werkzaam moest zijn.
- Datsjanederzetting: plaatsen waar de nadruk lag op zomer- en winter-recreatieactiviteiten, waarbij de landbouwactiviteiten niet meer dan 25% van het totaal mochten bedragen.

De opperste Sovjet van de Oekraïense SSR gaf in 1981 de volgende criteria:
- plaatsen met meer dan 2000 inwoners, waarvan meer dan ⅔ van de bevolking arbeider, werknemer of familie daarvan is
- met industriële bedrijven, gebouwen en een spoorverbinding

of:
- plaatsen met middelbare scholen en instituties voor hoger onderwijs of onderzoeksinstellingen
- sanatoria of ziekenhuizen

Maar op de regels van het minimumaantal inwoners werden soms uitzonderingen gemaakt als een plaats economisch of sociaal potentieel had. In dat geval kon de plaats de status verkrijgen als ze meer dan 500 inwoners had.
Een dergelijke plaats werd bestuurd door een nederzettingsraad (поселко́вые сове́ты), die gelijkstond aan een selsovjet.

## Georgië
In Georgië wordt een nederzetting of kleine plaats met een stedelijk karakter een daba genoemd (Georgisch: დაბა). Dit is typisch een plaats die de functies van een lokaal economisch en cultureel centrum vervult waar industriële ondernemingen, toeristische faciliteiten, medische of sociaal-culturele voorzieningen zijn gevestigd. De infrastructuur van een daba is niet hoofdzakelijk gericht op landbouwactiviteiten. Een nederzetting kan ook als daba worden aangemerkt als dit het bestuurscentrum van een gemeente is of perspectief heeft op verdere economische ontwikkeling en bevolkingsgroei.

## Oekraïne
Op 28 juli 2023 keurde het Oekraïense parlement een wet goed volgens welke stedelijke nederzettingen werden omgevormd tot steden, selyshcha (grote dorpen) of dorpen, afhankelijk van hun bevolking en dominante type gebouwen.